# Liste des cyclistes vainqueurs d'étapes sur les trois grands tours
Les grands tours sont les trois courses par étapes les plus prestigieuses du cyclisme sur route professionnel. Les compétitions sont le Tour d'Italie (Giro), le Tour de France (Tour) et le Tour d'Espagne (Vuelta), qui se déroulent chaque année dans cet ordre depuis 1995. Elles sont les seules courses par étapes pouvant durer plus de 14 jours.
La plus ancienne des trois courses, le Tour de France, est créé en 1903, alors que le Tour d'Italie est organisé depuis 1909 et le Tour d'Espagne depuis 1935. Les éditions modernes des courses se composent de 21 jours de course, avec deux ou trois jours de repos répartis sur les trois semaines, ce qui donne chaque année aux coureurs 63 chances de gagner une étape dans un grand tour.
Remporter une étape dans un grand tour est une performance importante pour un coureur et réussir à remporter une étape sur chaque grand tour est un exploit que 114 coureurs ont atteint dans leur carrière. Fiorenzo Magni est le premier coureur à gagner une étape dans chaque grand tour, lors de sa victoire pour une seconde dans le contre-la-montre individuel de la septième étape du Tour d'Espagne 1955. 22 jours plus tard, Bernardo Ruiz, devient le deuxième coureur à réaliser cette performance. L'année suivante, en 1956, ils sont rejoints par quatre coureurs : Rik van Steenbergen, Miguel Poblet, Hugo Koblet et Nino Defilippis, tous vainqueurs sur le Tour d'Espagne 1956. Le dernier coureur à avoir réussi cette performance est Kaden Groves après avoir remporté la vingtième étape du Tour de France 2025.
Les coureurs sont classés sur la base du total de leurs victoires d'étape dans les trois grands tours. En cas d'égalité, ils sont classés par ordre alphabétique. La majorité des vainqueurs d'étapes sur les trois tours sont originaires d'Europe, mais il y a également quelques cyclistes non-européens qui ont accompli cette performance. Le Colombien Luis Herrera est le premier non-européen à remporter une étape dans chacun des grands tours, à l'issue de sa victoire lors de 13e étape du Tour d'Italie 1989. Le seul coureur venant d'Amérique du Nord dans ce classement est Tyler Farrar, après sa victoire lors de la 3e étape du Tour de France 2011. Avant lui, Tyler Hamilton et David Zabriskie ont également gagné sur les trois grands tours, mais ont depuis été disqualifiés pour dopage. Simon Gerrans est devenu la premier coureur de l'Océanie à remporter une étape sur chaque grand tour, lors de sa victoire sur la 10e étape du Tour d'Espagne 2009.

## Les recordmen sur chaque grand tour
Eddy Merckx, avec 64 victoires, a remporté le plus d'étapes sur les grands tours. Mario Cipollini est deuxième avec 57 succès, tandis que Mark Cavendish est troisième avec 55 victoires. Cavendish a remporté le plus d'étapes du Tour de France avec 35 succès, tandis que Cipollini est recordman de victoires sur le Tour d'Italie avec 42 sprints remportés. Delio Rodriguez détient le record de victoires (39 succès) dans l'histoire du Tour d'Espagne, mais il n'a pas réussi à gagner sur les deux autres tours et n'est donc pas classé dans cette liste.

## Les coureurs déclassés
Cinq autres coureurs ont fait partie de cette liste avant d'être disqualifiés pour dopage. Outre les Américains Hamilton et Zabriskie, il s'agit de l'Allemand Jan Ullrich, initialement vainqueur d'une étape sur le Tour d'Italie 2006, de l'Espagnol Alberto Contador qui a perdu ses victoires d'étapes sur le Tour d'Italie 2011 (il a remporté les Tours d'Italie 2008 et 2015 sans gagner d'étape), et de l'Italien Leonardo Piepoli, qui a perdu le bénéfice de son unique victoire d'étape sur le Tour de France 2008.

## Liste
- Les coureurs en gras sont toujours actifs (liste mise à jour après la 21e étape du Tour de France 2025).
- Seul les victoires d'étapes individuelles sont comptabilisées.

| Rang | Cycliste                 | Pays            | Première victoire | Dernière victoire | Giro | Tour | Vuelta | Total | Ref(s) |
| ---- | ------------------------ | --------------- | ----------------- | ----------------- | ---- | ---- | ------ | ----- | ------ |
| 1    | Eddy Merckx              | Belgique        | 1967              | 1975              | 24   | 34   | 6      | 64    | [ 6 ]  |
| 2    | Mario Cipollini          | Italie          | 1989              | 2003              | 42   | 12   | 3      | 57    | ,      |
| 3    | Mark Cavendish           | Grande-Bretagne | 2008              | 2024              | 17   | 35   | 3      | 55    | [ 9 ]  |
| 4    | Alessandro Petacchi      | Italie          | 2000              | 2011              | 22   | 6    | 20     | 48    | [ 10 ] |
| 5    | Bernard Hinault          | France          | 1978              | 1986              | 6    | 28   | 7      | 41    | [ 11 ] |
| 6    | Rik Van Looy             | Belgique        | 1958              | 1969              | 12   | 7    | 18     | 37    | [ 12 ] |
| 7    | Freddy Maertens          | Belgique        | 1976              | 1981              | 7    | 15   | 13     | 35    |        |
| 8    | Tadej Pogačar            | Slovénie        | 2019              | 2025              | 6    | 21   | 3      | 30    |        |
| 9    | Marino Basso             | Italie          | 1967              | 1975              | 15   | 6    | 6      | 27    |        |
| 9    | Francesco Moser          | Italie          | 1973              | 1986              | 23   | 2    | 2      | 27    |        |
| 11   | Guido Bontempi           | Italie          | 1981              | 1993              | 16   | 6    | 4      | 26    |        |
| 11   | Miguel Poblet            | Espagne         | 1955              | 1960              | 20   | 3    | 3      | 26    | [ 13 ] |
| 13   | Laurent Jalabert         | France          | 1992              | 2001              | 3    | 4    | 18     | 25    | [ 14 ] |
| 13   | Rik Van Steenbergen      | Belgique        | 1949              | 1957              | 15   | 4    | 6      | 25    | [ 15 ] |
| 15   | Roger De Vlaeminck       | Belgique        | 1972              | 1984              | 22   | 1    | 1      | 24    |        |
| 16   | Jacques Anquetil         | France          | 1957              | 1964              | 6    | 16   | 1      | 23    |        |
| 17   | André Greipel            | Allemagne       | 2009              | 2017              | 7    | 11   | 4      | 22    |        |
| 17   | Jean-Paul van Poppel     | Pays-Bas        | 1986              | 1994              | 4    | 9    | 9      | 22    |        |
| 17   | Primož Roglič            | Slovénie        | 2016              | 2024              | 4    | 3    | 15     | 22    |        |
| 20   | Gerben Karstens          | Pays-Bas        | 1965              | 1976              | 1    | 6    | 14     | 21    |        |
| 20   | Tony Rominger            | Suisse          | 1988              | 1996              | 5    | 3    | 13     | 21    |        |
| 22   | Marcel Kittel            | Allemagne       | 2011              | 2017              | 4    | 14   | 1      | 19    | [ 16 ] |
| 23   | Rudi Altig               | Allemagne       | 1962              | 1969              | 4    | 8    | 6      | 18    |        |
| 23   | Nino Defilippis          | Italie          | 1952              | 1964              | 9    | 7    | 2      | 18    |        |
| 23   | Peter Sagan              | Slovaquie       | 2011              | 2021              | 2    | 12   | 4      | 18    | [ 17 ] |
| 26   | Djamolidine Abdoujaparov | Ouzbékistan     | 1991              | 1996              | 1    | 9    | 7      | 17    |        |
| 26   | Alejandro Valverde       | Espagne         | 2003              | 2019              | 1    | 4    | 12     | 17    |        |
| 28   | Fiorenzo Magni           | Italie          | 1948              | 1955              | 6    | 7    | 3      | 16    |        |
| 29   | Gianni Bugno             | Italie          | 1988              | 1998              | 9    | 4    | 2      | 15    |        |
| 29   | Rik Van Linden           | Belgique        | 1972              | 1977              | 9    | 4    | 2      | 15    |        |
| 31   | José Manuel Fuente       | Espagne         | 1971              | 1974              | 9    | 2    | 3      | 14    |        |
| 31   | Christopher Froome       | Royaume-Uni     | 2011              | 2018              | 2    | 7    | 5      | 14    |        |
| 31   | Felice Gimondi           | Italie          | 1965              | 1976              | 6    | 7    | 1      | 14    |        |
| 31   | Thor Hushovd             | Norvège         | 2001              | 2011              | 1    | 10   | 3      | 14    |        |
| 31   | Vincenzo Nibali          | Italie          | 2010              | 2019              | 7    | 6    | 1      | 14    |        |
| 31   | Joaquim Rodríguez        | Espagne         | 2003              | 2015              | 2    | 3    | 9      | 14    |        |
| 31   | Wout van Aert            | Belgique        | 2019              | 2025              | 1    | 10   | 3      | 14    |        |
| 31   | Marcel Wüst              | Allemagne       | 1995              | 2000              | 1    | 1    | 12     | 14    | [ 18 ] |
| 31   | Alex Zülle               | Suisse          | 1993              | 2000              | 3    | 2    | 9      | 14    | ,      |
| 40   | Pierino Baffi            | Italie          | 1955              | 1963              | 4    | 5    | 4      | 13    |        |
| 40   | Laurent Fignon           | France          | 1982              | 1992              | 2    | 9    | 2      | 13    |        |
| 40   | Walter Godefroot         | Belgique        | 1967              | 1975              | 1    | 10   | 2      | 13    |        |
| 40   | Hugo Koblet              | Suisse          | 1950              | 1956              | 7    | 5    | 1      | 13    |        |
| 40   | Eddy Planckaert          | Belgique        | 1981              | 1989              | 1    | 2    | 10     | 13    |        |
| 40   | Guido Reybrouck          | Belgique        | 1965              | 1970              | 3    | 6    | 4      | 13    |        |
| 40   | Dietrich Thurau          | Allemagne       | 1976              | 1979              | 2    | 6    | 5      | 13    |        |
| 47   | John Degenkolb           | Allemagne       | 2011              | 2018              | 1    | 1    | 10     | 12    | [ 21 ] |
| 47   | Julio Jiménez            | Espagne         | 1964              | 1968              | 4    | 5    | 3      | 12    |        |
| 47   | Nicola Minali            | Italie          | 1994              | 1998              | 2    | 3    | 7      | 12    |        |
| 50   | Federico Bahamontes      | Espagne         | 1957              | 1964              | 1    | 7    | 3      | 11    |        |
| 50   | Daniele Bennati          | Italie          | 2007              | 2011              | 3    | 2    | 6      | 11    | [ 22 ] |
| 50   | Jeroen Blijlevens        | Pays-Bas        | 1995              | 1999              | 2    | 4    | 5      | 11    | [ 23 ] |
| 50   | Caleb Ewan               | Australie       | 2015              | 2021              | 5    | 5    | 1      | 11    | [ 24 ] |
| 50   | Philippe Gilbert         | Belgique        | 2009              | 2019              | 3    | 1    | 7      | 11    |        |
| 50   | Miguel María Lasa        | Espagne         | 1970              | 1981              | 3    | 2    | 6      | 11    | [ 25 ] |
| 50   | Gilberto Simoni          | Italie          | 2000              | 2007              | 8    | 1    | 2      | 11    |        |
| 50   | Ján Svorada              | Tchéquie        | 1994              | 2001              | 5    | 3    | 3      | 11    |        |
| 50   | Lucien Van Impe          | Belgique        | 1972              | 1983              | 1    | 9    | 1      | 11    |        |
| 50   | Simon Yates              | Grande-Bretagne | 2016              | 2025              | 6    | 3    | 2      | 11    |        |
| 60   | Sam Bennett              | Irlande         | 2018              | 2022              | 3    | 2    | 5      | 10    |        |
| 60   | Guido Carlesi            | Italie          | 1958              | 1965              | 7    | 2    | 1      | 10    |        |
| 60   | Kaden Groves             | Australie       | 2022              | 2025              | 2    | 1    | 7      | 10    |        |
| 60   | Michael Matthews         | Australie       | 2013              | 2023              | 3    | 4    | 3      | 10    |        |
| 60   | David Millar             | Grande-Bretagne | 2001              | 2012              | 1    | 4    | 5      | 10    |        |
| 60   | Mads Pedersen            | Danemark        | 2022              | 2025              | 5    | 2    | 3      | 10    |        |
| 60   | Edward Sels              | Belgique        | 1964              | 1969              | 1    | 7    | 2      | 10    |        |
| 60   | Jean Stablinski          | France          | 1957              | 1967              | 2    | 5    | 3      | 10    |        |
| 68   | Magnus Cort Nielsen      | Danemark        | 2016              | 2023              | 1    | 2    | 6      | 9     |        |
| 68   | Tom Dumoulin             | Pays-Bas        | 2015              | 2018              | 4    | 3    | 2      | 9     |        |
| 68   | Remco Evenepoel          | Belgique        | 2022              | 2025              | 2    | 2    | 5      | 9     |        |
| 68   | Dimitri Konyshev         | Russie          | 1990              | 2001              | 4    | 4    | 1      | 9     |        |
| 68   | Denis Menchov            | Russie          | 2004              | 2012              | 3    | 1    | 5      | 9     | [ 26 ] |
| 68   | Elia Viviani             | Italie          | 2015              | 2019              | 5    | 1    | 3      | 9     |        |
| 74   | Julian Alaphilippe       | France          | 2017              | 2024              | 1    | 6    | 1      | 8     |        |
| 74   | Fabio Baldato            | Italie          | 1993              | 2003              | 4    | 2    | 2      | 8     |        |
| 74   | Jean-François Bernard    | France          | 1986              | 1990              | 4    | 3    | 1      | 8     |        |
| 74   | Paolo Bettini            | Italie          | 2000              | 2008              | 2    | 1    | 5      | 8     | [ 27 ] |
| 74   | Richard Carapaz          | Équateur        | 2018              | 2025              | 4    | 1    | 3      | 8     |        |
| 74   | Luis Herrera             | Colombie        | 1984              | 1992              | 3    | 3    | 2      | 8     |        |
| 74   | Marino Lejarreta         | Espagne         | 1982              | 1991              | 2    | 1    | 5      | 8     |        |
| 74   | Thierry Marie            | France          | 1986              | 1992              | 1    | 6    | 1      | 8     |        |
| 74   | Nairo Quintana           | Colombie        | 2013              | 2019              | 3    | 3    | 2      | 8     |        |
| 74   | Matteo Trentin           | Italie          | 2013              | 2019              | 1    | 3    | 4      | 8     |        |
| 84   | Erik Breukink            | Pays-Bas        | 1987              | 1992              | 2    | 4    | 1      | 7     |        |
| 84   | Aitor González           | Espagne         | 2002              | 2004              | 3    | 1    | 3      | 7     |        |
| 84   | Ercole Gualazzini        | Italie          | 1969              | 1977              | 4    | 2    | 1      | 7     |        |
| 84   | Bernardo Ruiz            | Espagne         | 1948              | 1955              | 1    | 2    | 4      | 7     |        |
| 88   | Fabio Aru                | Italie          | 2014              | 2017              | 3    | 1    | 2      | 6     |        |
| 88   | Giovanni Battaglin       | Italie          | 1975              | 1981              | 4    | 1    | 1      | 6     |        |
| 88   | Rino Benedetti           | Italie          | 1952              | 1962              | 4    | 1    | 1      | 6     |        |
| 88   | Laudelino Cubino         | Espagne         | 1987              | 1995              | 2    | 1    | 3      | 6     |        |
| 88   | Tyler Farrar             | États-Unis      | 2009              | 2012              | 2    | 1    | 3      | 6     | [ 28 ] |
| 88   | Massimo Ghirotto         | Italie          | 1988              | 1994              | 3    | 2    | 1      | 6     |        |
| 88   | Charly Mottet            | France          | 1986              | 1991              | 1    | 3    | 2      | 6     |        |
| 88   | Thibaut Pinot            | France          | 2012              | 2019              | 1    | 3    | 2      | 6     |        |
| 88   | Michel Pollentier        | Belgique        | 1974              | 1984              | 1    | 3    | 2      | 6     |        |
| 97   | Thomas de Gendt          | Belgique        | 2012              | 2022              | 2    | 2    | 1      | 5     | [ 29 ] |
| 97   | Pablo Lastras            | Espagne         | 2001              | 2012              | 1    | 1    | 3      | 5     | [ 30 ] |
| 97   | Vicente López Carril     | Espagne         | 1971              | 1976              | 1    | 3    | 1      | 5     |        |
| 97   | Dan Martin               | Irlande         | 2011              | 2021              | 1    | 2    | 2      | 5     | [ 31 ] |
| 97   | Robert Millar            | Grande-Bretagne | 1983              | 1989              | 1    | 3    | 1      | 5     | [ 9 ]  |
| 97   | Matej Mohorič            | Slovénie        | 2017              | 2023              | 1    | 3    | 1      | 5     |        |
| 97   | Sergueï Outschakov       | Ukraine         | 1993              | 1999              | 2    | 1    | 2      | 5     | [ 32 ] |
| 97   | Jesper Skibby            | Danemark        | 1989              | 1995              | 1    | 1    | 3      | 5     |        |
| 97   | Tim Wellens              | Belgique        | 2018              | 2025              | 2    | 1    | 2      | 5     |        |
| 106  | Rohan Dennis             | Australie       | 2015              | 2018              | 1    | 1    | 2      | 4     |        |
| 106  | Seamus Elliott           | Irlande         | 1960              | 1963              | 1    | 1    | 2      | 4     |        |
| 106  | Simon Gerrans            | Australie       | 2008              | 2013              | 1    | 2    | 1      | 4     |        |
| 106  | Ion Izagirre             | Espagne         | 2012              | 2023              | 1    | 2    | 1      | 4     |        |
| 106  | Oliverio Rincón          | Colombie        | 1993              | 1996              | 1    | 1    | 2      | 4     | [ 33 ] |
| 106  | Rigoberto Urán           | Colombie        | 2013              | 2022              | 2    | 1    | 1      | 4     |        |
| 106  | Ben O'Connor             | Australie       | 2020              | 2025              | 1    | 2    | 1      | 4     |        |
| 113  | Juan Manuel Gárate       | Espagne         | 2001              | 2009              | 1    | 1    | 1      | 3     | [ 34 ] |
| 113  | Lennard Kämna            | Allemagne       | 2020              | 2023              | 1    | 1    | 1      | 3     |        |

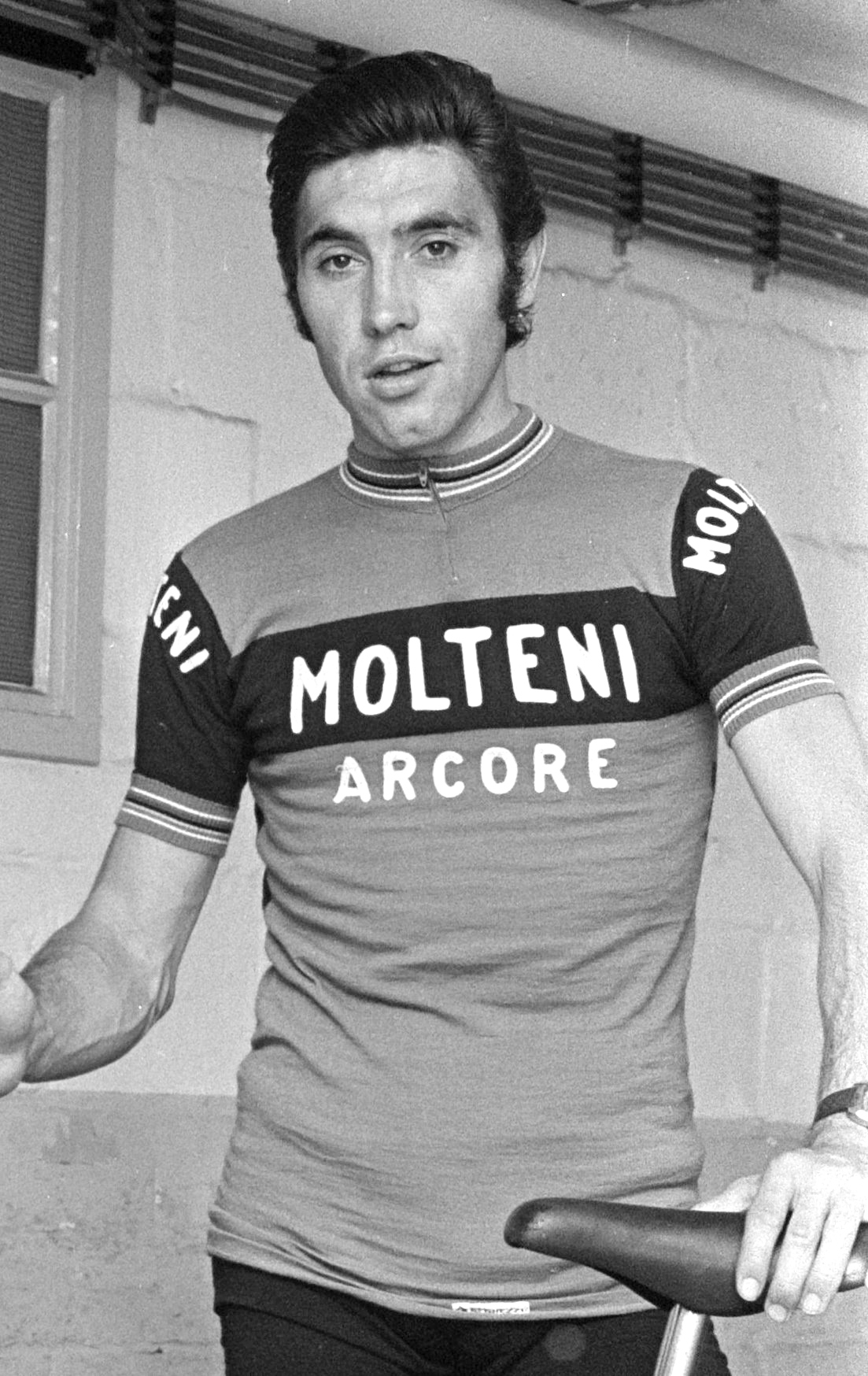
Eddy Merckx remporte 64 étapes sur les grands tours durant sa carrière
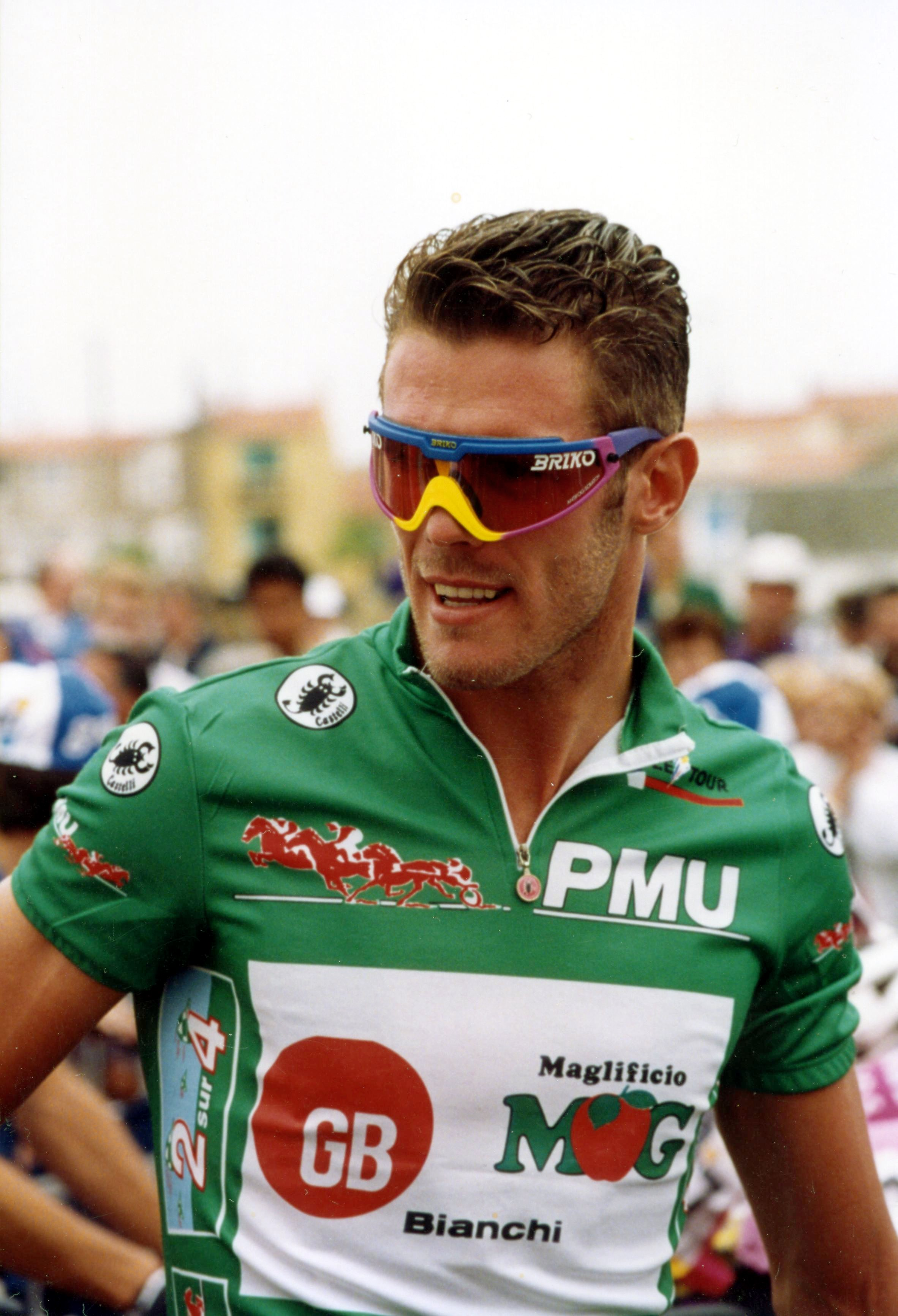
Mario Cipollini, 42 fois vainqueur d'étapes entre 1989 et 2003
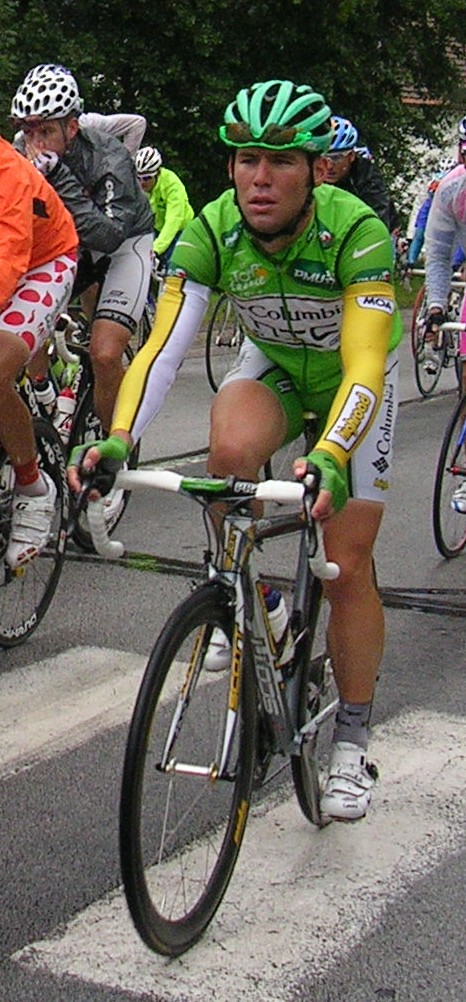
Mark Cavendish : 53 victoires d'étapes depuis 2008.
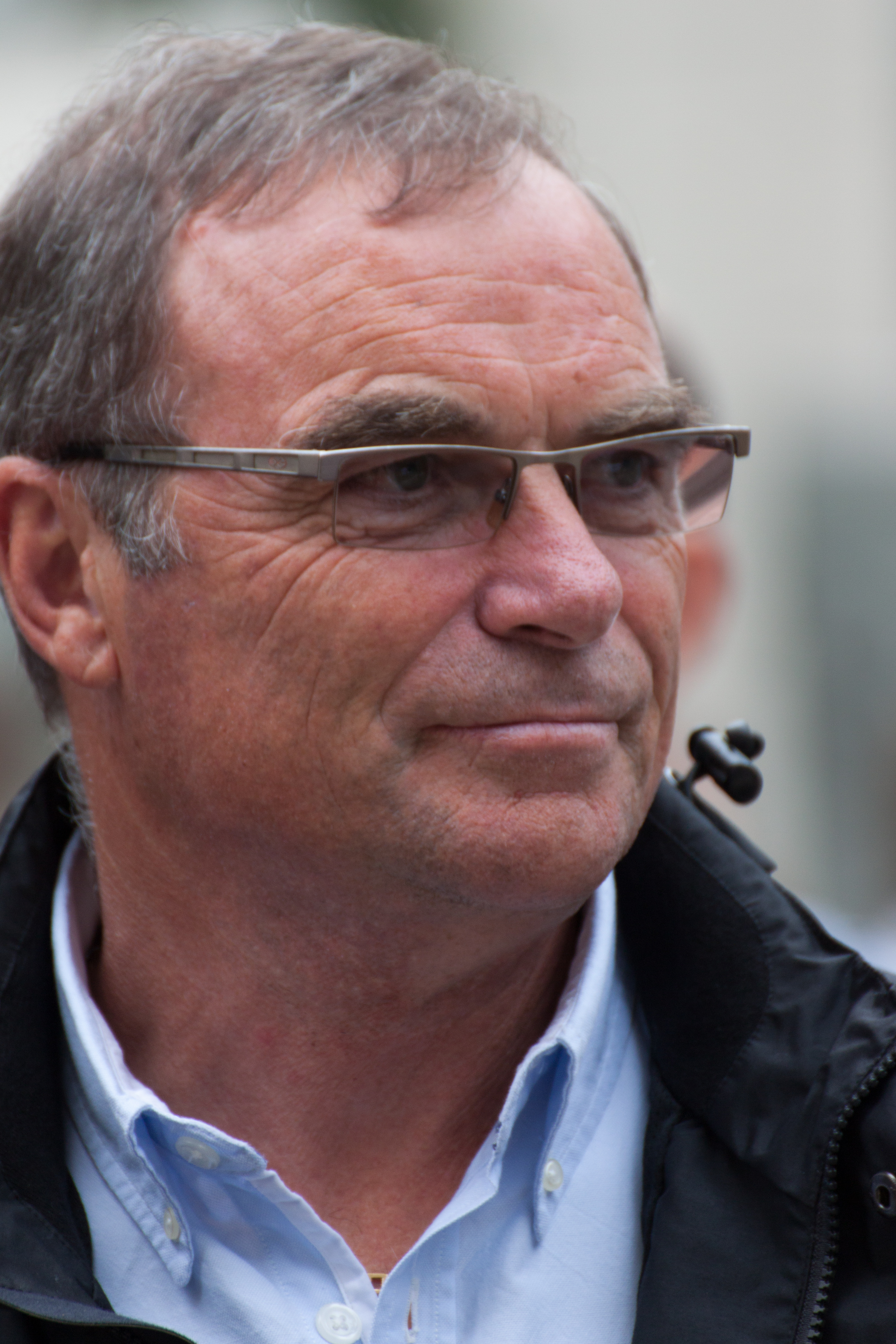
Bernard Hinault gagne 41 étapes sur les grands tours entre 1978 et 1986
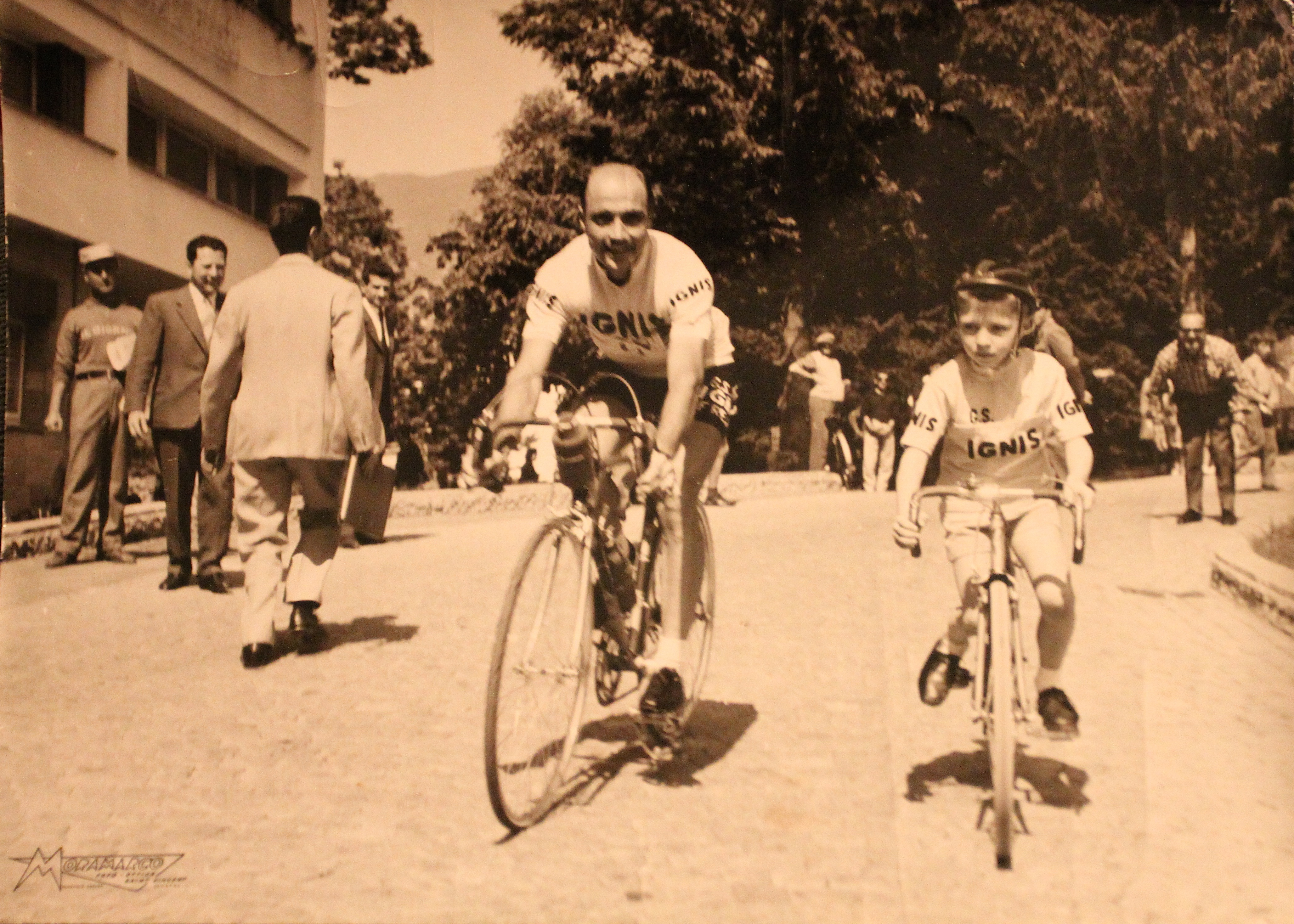
Miguel Poblet (au centre) s'impose à 26 reprises sur les grands tours durant sa carrière professionnelle
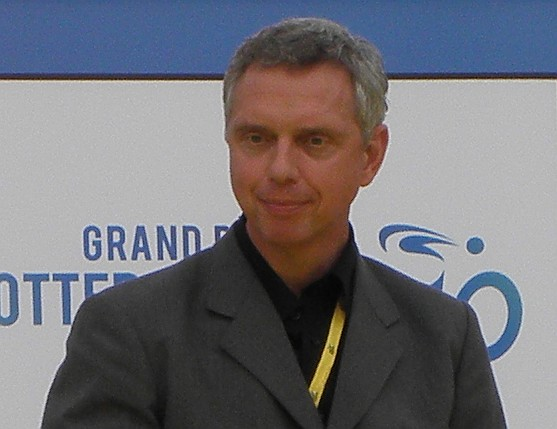
Jean-Paul van Poppel remporte un total de 22 étapes de grands tours
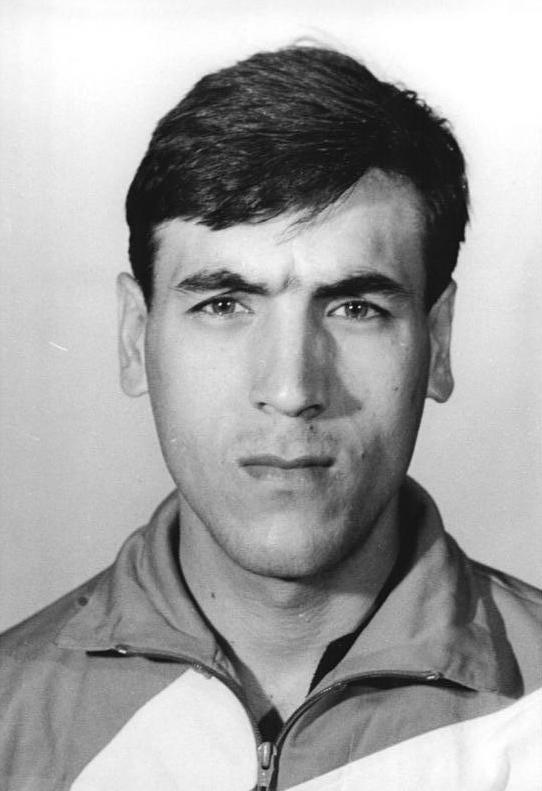
Djamolidine Abdoujaparov s'adjuge 17 étapes sur les grands tours
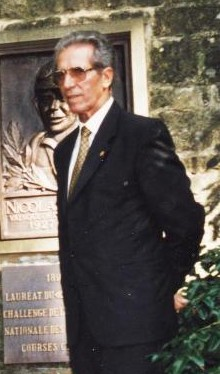
Federico Bahamontes gagne 11 étapes sur les grands tours entre 1957 et 1964

### Déclassés pour dopage
| Cycliste         | Pays       | Première victoire | Dernière victoire | Période   | Giro | Tour | Vuelta | Total |
| ---------------- | ---------- | ----------------- | ----------------- | --------- | ---- | ---- | ------ | ----- |
| Tyler Hamilton   | États-Unis | 2002              | 2004              | 2002-2004 | 1    | 1    | 1 0    | 3 2   |
| David Zabriskie  | États-Unis | 2004              | 2005              | 2004-2005 | 1 0  | 1 0  | 1 0    | 3 0   |
| Jan Ullrich      | Allemagne  | 1996              | 2006              | 1996-2006 | 1 0  | 7    | 2      | 10 9  |
| Leonardo Piepoli | Italie     | 2004              | 2008              | 2004-2008 | 3    | 1 0  | 2      | 6 5   |
| Alberto Contador | Espagne    | 2007              | 2014              | 2007-2014 | 2 0  | 3    | 6      | 11 9  |

### Autres cas
L'Australien Bradley McGee a remporté 2 étapes sur le Tour de France (2002 et 2003) et le prologue du Tour d'Italie 2004. En 2005, il prend au sprint la deuxième place de la 2e étape du Tour d'Espagne. Il est devancé par l'Italien Leonardo Bertagnolli, qui a été déclassé en 2014 de tous ses résultats obtenus entre 2003 et 2011. Si certains sites ont réattribué les places vacantes - et donc attribués la victoire à McGee - l'UCI a cependant indiqué le 26 octobre 2012, après le cas Armstrong, que tout nouveau déclassement qui interviendrait sur la période 1998 à 2005 classées « années sombres » n'entraînerait pas de modification dans les classements.
En incluant les victoires en contre-la-montre par équipes, d'autres coureurs pourraient prétendre appartenir à cette liste (entre parenthèses le nombre de victoires en contre-la-montre par équipes) :
| Cycliste           | Pays           | Première victoire | Dernière victoire | Période   | Giro  | Tour  | Vuelta | Total |
| ------------------ | -------------- | ----------------- | ----------------- | --------- | ----- | ----- | ------ | ----- |
| Carlos Sastre      | Espagne        | 2003              | 2009              | 2003-2009 | 3 (1) | 3 (1) | 1 (1)  | 7 (3) |
| Nicki Sørensen     | Danemark       | 2005              | 2009              | 2005-2009 | 1 (1) | 1     | 1      | 3 (1) |
| David Zabriskie    | États-Unis     | 2004              | 2011              | 2004-2011 | 1 (1) | 1 (1) | 1 (1)  | 3 (3) |
| Robert Hunter      | Afrique du Sud | 1999              | 2012              | 1999-2012 | 1 (1) | 1     | 2      | 4 (1) |
| Matthew Goss       | Australie      | 2010              | 2013              | 2010-2013 | 2     | 1 (1) | 1 (1)  | 4 (2) |
| Ryder Hesjedal     | Canada         | 2008              | 2014              | 2008-2014 | 2 (2) | 1 (1) | 2      | 5 (3) |
| Tejay van Garderen | États-Unis     | 2010              | 2018              | 2010-2018 | 1     | 2 (2) | 3 (3)  | 6 (5) |
| Omar Fraile        | Espagne        | 2016              | 2019              | 2016-2019 | 1     | 1     | 1 (1)  | 3 (1) |
| Simon Clarke       | Australie      | 2013              | 2022              | 2013-2022 | 1 (1) | 2 (1) | 2      | 5 (2) |

## Coureurs ayant remporté des étapes sur les trois grands tours la même année
Une performance plus rare est de gagner une étape sur tous les grands tours sur une même année civile. Cet exploit n'a été accompli que par trois coureurs dans l'histoire. Le premier coureur est l'Espagnol Miguel Poblet, vainqueur de huit étapes en 1956. Deux ans plus tard, l'Italien Pierino Baffi remporte six étapes sur les trois grands tours. La troisième et le plus récent a réaliser cette performance est l'Italien Alessandro Petacchi qui a remporté quinze étapes sur les grands tours en 2003. Il est à noter que les trois coureurs sont des spécialistes du sprint.
| Année | Cycliste            | Pays    | Victoires sur le Giro | Victoires sur le Tour | Victoires sur la Vuelta | Total | Ref(s)        |
| ----- | ------------------- | ------- | --------------------- | --------------------- | ----------------------- | ----- | ------------- |
| 1956  | Miguel Poblet       | Espagne | 4                     | 1                     | 3                       | 8     | [ 36 ] [ 37 ] |
| 1958  | Pierino Baffi       | Italie  | 1                     | 3                     | 2                       | 6     | [ 36 ] [ 37 ] |
| 2003  | Alessandro Petacchi | Italie  | 6                     | 4                     | 5                       | 15    | [ 36 ] [ 37 ] |